# J.M. Barrie
Sir James Matthew Barrie, 1st Baronet (født 9. maj 1860 i Kirremuir, Forfarshire, Skotland, død 19. juni 1937 i London) var en skotsk forfatter og journalist.

## Historierne om Peter Pan
J.M. Barrie skrev en lang række romaner og teaterstykker, men er bedst kendt for at have opfundet eventyrskikkelsen Peter Pan, drengen der ikke ville blive voksen.
Barrie der gik tur med sin Sankt Bernhardt's hund i parken Kensington Gardens, mødte på sin vej to drenge, der morede ham, de var fanden i voldske og ikke lette at imponere, men han fangede deres opmærksomhed med historier om deres lillebror Peter i barnevognen og om hvad denne baby fortog sig i parken når de sov. Det blev begyndelsen på et venskab med hele familien.
I 1910 efter begge forældrene til Llewelyn Davies børnene var døde, overtog Barrie den økonomiske del af brødrenes opvækst og betalte for deres uddannelser og finansierede det hus de kom til at betragte som deres hjem efter forældrenes bortgang. Barrie indsatte drengenes tidligere barnepige, som en slags husholderske. Barrie boede aldrig sammen med børnene, men tog dem med på ekstravagante rejser i ferierne.
De fem forældreløse brødre George, John (kaldet Jack), Peter, Michael og Nico Llewelyn Davies. Det var Michael, inspirerede Barrie til eventyret om Peter Pan, og han så Kaptajn Klo som sit eget alter ego, hvorfor kaptajnen hedder James til fornavn lige som Barrie.
Barrie skrev i alt fem værker om Peter Pan:
- The Little White Bird, roman (1902)
- Peter Pan, skuespil (1904)
- Peter Pan in Kensington Gardens, billedbog (1906)
- Peter and Wendy, børnebog (1911)
- Scenario for a Proposed Film of Peter Pan, drejebog (1920)

### Film om Peter Pan
I dag er Peter Pan bedst kendt på grund af film som Walt Disneys klassiske tegnefilm Peter Pan fra 1953, Steven Spielbergs spillefilm Hook fra 1991 med Robin Williams, Dustin Hoffman, Bob Hoskins og Julia Roberts i rollerne som henholdsvis Peter Pan, Kaptajn Klo, bådsmand Smisk og alfen Klokkeblomst, og senest den australske 2004-filmatisering Peter Pan af P. J. Hogan. I 2017 udkom dokumentarfilmen På Sporet af Peter Pan (original titel: In Search of Peter Pan) af Michael Caleb, der tog udgangspunkt i de sammenfald der kan spores i Barries liv og Peter Pans karakter.
Ingen af spillefilmene er tro mod deres litterære forlæg, idet de fremstiller Peter Pan som en ungdommelig helt. I Barries univers var Peter Pan en hjerteløs dreng.
Barrie opfandt i øvrigt i forbindelse med Peter Pan pigenavnet "Wendy", der var et ordspil på ordet "friend" (friend = friendy = wendy).